# Al-Ahli Sports Club (Doha)
L'Al-Ahli Sports Club è una società polisportiva di Doha, capitale del Qatar. È nota soprattutto per la squadra di calcio, che milita nella Qatar Stars League, massima divisione del campionato qatariota di calcio.

## Palmarès

### Competizioni nazionali
- Coppa dell'Emiro del Qatar: 4

1973, 1981, 1987, 1992
- Qatar Second Division: 1

2012-2013

### Altri piazzamenti
- Qatar Stars League:

Secondo posto: 1983-1984

## Organico

### Rosa
| N. |                           | Ruolo | Calciatore               |
| -- | ------------------------- | ----- | ------------------------ |
| 1  | Qatar (bandiera)          | P     | Yazan Naim               |
| 2  | Qatar (bandiera)          | D     | Ali Faiz Mohammad Atashi |
| 3  | Egitto (bandiera)         | D     | Islam Yassine            |
| 4  | Qatar (bandiera)          | D     | Talal Abdulla Bahzad     |
| 5  | Croazia (bandiera)        | C     | Matej Mitrović           |
| 6  | Qatar (bandiera)          | D     | Bahaa Mamdouh            |
| 7  | Germania (bandiera)       | C     | Julian Draxler           |
| 8  | Costa d'Avorio (bandiera) | C     | Idrissa Doumbia          |
| 9  | Guinea (bandiera)         | A     | Sekou Yansané            |
| 10 | Spagna (bandiera)         | A     | Erik Expósito            |
| 11 | Qatar (bandiera)          | C     | Abdelrahman Moustafa     |
| 12 | Qatar (bandiera)          | C     | Ahmed Al-Sebaie          |
| 13 | Qatar (bandiera)          | P     | Mohamed Lingliz          |
| 16 | Finlandia (bandiera)      | D     | Robin Tihi               |
| 18 | Qatar (bandiera)          | D     | Jassem Mohammed Omar     |

| N. |                   | Ruolo | Calciatore                   |
| -- | ----------------- | ----- | ---------------------------- |
| 19 | Qatar (bandiera)  | D     | Mohamed Emad Abdelkader      |
| 20 | Qatar (bandiera)  | C     | Hamad Mansour                |
| 21 | Qatar (bandiera)  | D     | Mohammed Abdulla Al-Ishaq    |
| 23 | Qatar (bandiera)  | A     | Abdulrasheed Umaru           |
| 24 | Sudan (bandiera)  | D     | Ahmed Azhari                 |
| 25 | Egitto (bandiera) | C     | Eslam Abdelkader             |
| 26 | Qatar (bandiera)  | D     | Yaseen Lafrid                |
| 27 | Qatar (bandiera)  | C     | Jassem Al Sharshani          |
| 32 | Iran (bandiera)   | A     | Navid Doozandeh              |
| 33 | Qatar (bandiera)  | C     | Driss Fettouhi               |
| 58 | Qatar (bandiera)  | C     | Mohamad Abdulnaser Al Abbasi |
| 69 | Qatar (bandiera)  | C     | Sallam El-Badri              |
| 88 | Ghana (bandiera)  | D     | John Benson                  |
| 90 | Qatar (bandiera)  | P     | Ivan Rodrigues               |